# Félix González-Torres
Félix González-Torres (Guáimaro, 26 novembre 1957 – Miami, 9 gennaio 1996) è stato un artista cubano.

## Biografia
Fu influenzato dall'arte minimalista e dalle posizioni politiche del suo periodo d'attività. Cresciuto a Cuba si trasferì a New York dove espose dal 1990 presso la Andrea Rosen Gallery, fino alla sua morte avvenuta per complicazioni dovute all'AIDS. Le sue opere, molte delle quali invitano il visitatore a portarne via una parte e che vedono fra i materiali l'uso di lampadine, orologi, carta, caramelle, son considerate una rappresentazione del suo rapporto con l'AIDS. Una serie di opere permettono al visitatore di portare via delle caramelle poste in un dispenser in un angolo della sala, altre distribuiscono sottili fogli di plastica trasparente o stampe in serie. I dispenser sono riempiti non appena il loro contenuto diminuisce. La lettura più diffusa dei lavori di González-Torres vuole che i cambiamenti delle sue opere, le lampadine fulminate, l'esaurimento delle caramelle, siano una metafora del processo di morte. Nel 1991 ha esposto un uovo riempito con 315 kg di caramelle alla liquirizia a forma di proiettile rimettendo in discussione e al centro dell'attenzione dell'opinione pubblica statunitense la sua posizione riguardo alla Guerra del Golfo, ma una delle sue opere più famose, Senza Titolo del 1991, è un cartellone pubblicitario apparso a New York con la fotografia in bianco e nero di un letto vuoto, scattata dopo la morte per AIDS del suo compagno Ross.
In un'intervista ha dichiarato: -Quando la gente mi chiede chi sia il mio pubblico, rispondo onestamente, senza girarci intorno, "Ross. Il mio pubblico era Ross. Il resto della gente viene solo per i lavori".
Nel 2007 è stato ufficialmente scelto per rappresentare gli Stati Uniti alla 52ª Biennale Arte di Venezia. L'unico altro rappresentante statunitense postumo fu Robert Smithson nel 1982.

## La crisi dell'Aids e l'attivismo artistico
Nei primi anni ottanta, in reazione ai governi conservatori negli Stati Uniti, nel Regno Unito e nella Germania dell'ovest ci fu una rinascita dell'arte politica progressista. Vari eventi scatenarono questa reazione, il più tragico per il mondo dell'arte fu l'epidemia dell'Aids, l'indifferenza dei governi nei confronti di questo problema e l'individuazione degli omosessuali come capro espiatorio.

## L'estetica di Felix Gonzalez-Torres
Molte opere di Felix Gonzalez-Torres consistono in accumulazioni di caramelle e pile di manifesti di carta, che noi possiamo prendere e portare via. Sono opere che non espongono il proprio processo di costruzione, ma la forma della loro presenza tra un pubblico.
La forza dell'artista sta nella sua abilità a strumentalizzare delle forme e nella sua capacità di sfuggire alle identificazioni comunitarie per raggiungere il cuore dell'esperienza umana. Sicuramente Gonzalez-Torres è il primo artista a porre in modo convincente le basi di un'estetica omo-sensuale. L'omosessualità dell'artista, non si chiude ad un'affermazione comunitaria, ma si fa, invece, modello di vita condivisibile da tutti e a cui ognuno può identificarsi.
Il numero due è onnipresente. Basta pensare a opere come: Untitled (perfect lovers) 1991, una coppia di orologi fermi alla stessa ora; Untitled 1991, due cuscini su un letto sfatto con ancora il segno di un corpo; Untitled (March 5th)#1 1991, due specchi posti uno di fianco all'altro; Untitled (March 5th)#2 1991, due lampadine nude fissate alla parete i cui fili si intrecciano. La solitudine non è mai rappresentata dall'uno ma dall'assenza del due, per questo motivo la sua opera è importante nella rappresentazione della coppia. Gonzalez-Torres racconta, dall'inizio alla fine, la storia di una coppia, quindi di una coabitazione. L'incontro e l'unione (tutti i paia); la conoscenza dell'altro (i "ritratti"); la vita in comune, rappresentata come una ghirlanda di istanti felici (le lampadine); la malattia (alcune stampe e le perle); infine la morte (la tomba di Stein e Toklas a Parigi).
L'artista cubano raffigura uno spazio di intersoggettività, che è quello che esploreranno più avanti gli artisti del decennio successivo, tra cui: Rirkrit Tiravanija, Philippe Parreno, Dominique Gonzalez-Foerster, Douglas Gordon, Liam Gillick, Jorge Pardo. Anche se sviluppano tematiche differenti hanno tutti in comune lo spazio dei rapporti umani.
Felix Gonzalez-Torres, morto a causa dell'AIDS, ha radicato il suo lavoro in una coscienza acuta della durata, della sopravvivenza delle emozioni più impalpabili. Il centro della sua pratica si basa sullo scambio e sulla condivisione. Ogni opera ha una fortissima carica allusiva che rimanda costantemente alla nostra volontà di non vedere, di negare inconsciamente la possibilità della malattia.
La messa a disposizione delle cose non comporta necessariamente la loro banalizzazione: in un mucchio di caramelle dell'artista c'è una continua oscillazione tra la forma e la sua sparizione programmata, tra bellezza visiva e modestia dei gesti, tra meraviglia infantile e complessità dei livelli di lettura.
L'aura delle opere d'arte si è spostata verso il suo pubblico. Ogni opera crea attorno a sé una collettività istantanea di spettatori-partecipanti. Gli spettatori sono incitati dall'artista a prendere parte al lavoro, ad attivare l'opera.
Felix Gonzalez-Torres pone molta cura nei confronti del pubblico. Per questo motivo non sono presenti schizzi-disegni preparatori dei suoi lavori. L'artista non voleva assolutamente che le persone dovessero trovarsi di fronte l'insicurezza che precede la formazione degli oggetti. Inoltre, influenzato da Brecht, mantiene una certa distanza, lascia il tempo allo spettatore di riflettere e pensare. Distrugge il piacere delle rappresentazioni e della narrazione scorrevole. Lo scopo è coinvolgere intellettualmente lo spettatore, informarlo, provocarlo.
“Io ho bisogno dello spettatore, dell'interazione del pubblico. Senza pubblico i miei lavori sono nulla. Il pubblico completa i miei lavori: gli chiedo di aiutarmi, di prendersi una responsabilità, di diventare parte del mio lavoro, di unirsi a me”.
Il lavoro di Torres è autobiografico (anche se il termine è limitato visto che parla, come detto prima, della coppia). Durante più interviste, l'artista afferma che l'incontro con Ross (il suo compagno morto nel 1991) è stato fondamentale.
“L'amore ti dà una ragione di vita, ma è anche un motivo di panico, si ha sempre paura di perdere quell'amore.(...) Freud ha detto che mettiamo in scena le nostre paure per diminuirle. In un certo senso questa generosità -il rifiuto di una forma statica, della scultura monolitica, a vantaggio di una forma fragile, instabile- era un modo per mettere in scena la mia paura di perdere Ross, che scompariva a poco a poco davanti ai miei occhi.”
Gonzalez-Torres interviene su emozioni inconsce. Nei suoi lavori non è mai presente il minimo sovraccarico, la minima insistenza su un effetto. Tutto vi è implicito, fluido e discreto. Si potrebbe obiettare che l'artista gioca su emozioni facili, come se la sua estetica virasse al ricatto affettivo; ma quello che conta è ciò che si fa di questo tipo di emozioni, come l'artista le organizza tra loro e con quali intenzioni.
“L'arte è soprattutto un modo per lasciare una traccia della mia esistenza: io ero qui. Ho avuto fame, sono stato tradito, ero felice, ero triste, mi sono innamorato, ho avuto paura, ho avuto tante speranze, ho avuto un'idea, avevo un buon fine, ecco perché faccio arte.”